# أرت جيمس
أرت جيمس (بالإنجليزية: Art James)‏ (و. 1929 – 2004 م) هو ممثل، من الولايات المتحدة الأمريكية، ولد في ديربورن، ميشيغان، توفي في بالم سبرينغس، عن عمر يناهز 75 عاماً.

## التعليم
تعلم في جامعة وين ستيت.

## وصلات خارجية
- أرت جيمس على موقع IMDb (الإنجليزية)
- أرت جيمس على موقع ألو سيني (الفرنسية)
- أرت جيمس على موقع أول موفي (الإنجليزية)
- أرت جيمس على موقع إن إن دي بي (الإنجليزية)
- أرت جيمس على موقع قاعدة بيانات الفيلم (الإنجليزية)
- أرت جيمس على موقع كينوبويسك (الروسية)